# U.s.u.r.a.
Gli U.s.u.r.a. sono stati un progetto dance italiano, attivi dal 1991 al 1998. 

## Storia del gruppo
Gli U.s.u.r.a vennero fondati nel 1991 a Padova ad opera del proprietario della Time Records Giacomo Maiolini, coadiuvato dai produttori Claudio Varola, Alessandro Gilardi, Claudio Calvello e Walter Cremonini. La formazione iniziale vedeva la presenza anche di Michele Comis e della cantante Elisa Spreafichi, oltre che del già menzionato Calvello. Secondo quanto dichiararono, «l'idea della denominazione della band è nata dalla speranza di vedere le canzoni della formazione suonate ed ascoltate sino all'usura!»
Nell'ottobre del 1992 venne lanciato il primo singolo del gruppo, intitolato Open Your Mind. La canzone nacque da un'idea di Calvello e fu costruita effettuando una serie di campionamenti basati sulla hit dei Simple Minds New Gold Dream, cui si unirono, rispettivamente: una frase importata dal film del 1990 Atto di forza, un breve spezzone del singolo Solid degli Ashford & Simpson e, infine, l'abbaiare di un cane (preso a sua volta da Acappella Sunshine dei Rockers Revenge); i succitati sample furono innestati su una base di tipo techno-dance, e al tutto venne aggiunto un giro di basso preso dalla canzone dei Simple Minds. Il brano riuscì ben presto a imporsi nel panorama musicale di settore, tanto da entrare per la prima volta in una classifica dance il 31 ottobre: in quella data fece infatti il suo ingresso nella top 20 della Deejay Parade, dove rimase sino al marzo del 1993.
Sempre nel 1993 uscì anche il secondo singolo Sweat, che entrò al quarto posto della classifica italiana, pur senza attestarsi sui livelli di vendita del lavoro precedente. A settembre dello stesso anno venne edito il terzo singolo Tear It Up (#6).
A questo periodo risalgono anche i remix di numerose canzoni, fra cui le hit di Vasco Rossi Gli spari sopra e Delusa e Non ci spezziamo degli 883 (il remix è contenuto nell'album di questi ultimi Remix '94).
Nello stesso anno, Varola, Gilardi e Cremonini avviarono il progetto dance Jinny, che, oltre a pubblicare alcuni singoli entrati nelle classifiche (Keep Warm, entrata nella top 20 della Dance Club Songs, Feel the Rhythm e One More Time).
Del 1994 è il singolo Drive me Crazy (#10), registrato con la cantante statunitense Nicole McCloud.
Nel 1995 fu poi la volta di Infinity (#3), frutto della collaborazione con i Datura.
Sull'onda del successo ottenuto, la band pubblicò The Spaceman del 1995 (#4) e, l'anno successivo, Flying High (#24) e In the Bush (#20).
Va segnalato anche un omaggio, a firma di Dj Quicksilver, autore di un remix del loro pezzo d'esordio Open Your Mind.
Il gruppo si sciolse nel 1998, dopo aver pubblicato il singolo conclusivo Trance Emotions.

## Membri del gruppo
- Alessandro Gilardi
- Walter Cremonini
- Claudio Varola
- Claudio Calvello
- Elisa Spreafichi
- Michele Comis

## Principali collaborazioni
- Datura

## Discografia

### Album
- 1993 - Open Your Mind: The Album

### Singoli
- 1992 - Open Your Mind
- 1993 - Sweat
- 1993 - Tear It Up
- 1994 - Drive Me Crazy
- 1995 - Infinity
- 1995 - The Spaceman
- 1996 - Flying High
- 1996 - In the Bush
- 1998 - Trance Emotions

### Remix
- 1993 - Feel The Rhythm
- 1993 - Gli spari sopra/Delusa
- 1993 - Senza Parole
- 1994 - All Around The World
- 1994 - Non Ci Spezziamo
- 1994 - Riding On A Train
- 1994 - Move Your Body
- 1997 - Free